# Aulus Sempronius Atratinus (Konsul 497 v. Chr.)
Aulus Sempronius Atratinus ist eine Gestalt der frühen Römischen Republik und mutmaßlicher Konsul der Jahre 497 und 491 v. Chr. Sein Amtskollege war in beiden Jahren Marcus Minucius Augurinus.
Titus Livius (II 21, 1. 34, 7) und daher Cassiodor nennen ihn ohne Cognomen A. Sempronius, während die Konsularfasten nur sein Cognomen nennen. Dionysios von Halikarnassos dagegen nennt ihn mit vollem Namen.
Aus seinem ersten Konsulat berichten Livius und Dionysios die Weihung eines Tempels des Gottes Saturnus am Forum Romanum und die damit zusammenhängende Stiftung der Saturnalien. Unter dem zweiten Konsulat soll er laut Livius Gnaeus Marcius Coriolanus verurteilt haben, während bei Dionysios die Konsuln nichts damit zu tun haben. Auch als Redner tritt nicht er auf, sondern sein (älterer) Kollege.
Weiter berichtet Dionysios, dass Sempronius Atratinus 487 v. Chr. Stadtpräfekt von Rom und 486 v. Chr. Redner im Senat bei den Ackergesetzen des Spurius Cassius Vecellinus war. Dionysios nennt ihn auch als ersten Interrex der Republik im Jahr 482 v. Chr. Diese Angaben, die bei Livius allesamt nicht auftauchen, sind Erfindungen der späten Geschichtsschreibung.
Auch seine Konsulate werden nicht als historisch betrachtet, tauchen aber schon in der frühen Tradition beharrlich auf. Die Konsulate der Sempronier sind – so mittlerweile einhellige Meinung innerhalb der Fachwissenschaft – alle aus der Konsulliste der frühen Republik zu streichen, da sie später, wohl um 300 v. Chr., interpoliert wurden. In der Frühphase der Republik konnten nur Patrizier zum Konsulamt gelangen, die gens Sempronia war jedoch eindeutig plebejisch.